# Facultad de Arquitectura, Planeamiento y Diseño
La Facultad de Arquitectura, Planeamiento y Diseño (FAPyD) de la Universidad Nacional de Rosario es una facultad pública dependiente del Estado Argentino.
En 1923 –en medio de un notable desarrollo de la oferta de estudios universitarios, demandado por el ansia de movilidad social y facilitado por la reciente Reforma Universitaria- se abre la carrera de Arquitecto en la entonces Facultad de Ciencias Matemáticas, Físico-Químicas y Naturales Aplicadas a la Industria (actualmente Ciencias Exactas, Ingeniería y Agrimensura), dependiente de la Universidad Nacional del Litoral. 
En 1971 se crea la Facultad de Arquitectura como Unidad Académica de la Universidad Nacional de Rosario (creada dos años antes por desprendimiento de la Universidad Nacional del Litoral). En julio de 1973, la Facultad se traslada a su nueva sede en calle Beruti 2121, parte de la incipiente Ciudad Universitaria de Rosario, más conocida como “La Siberia”. En ese momento, recibe una serie de pabellones de aulas construidos por el Grupo IRA (Industrialización y Racionalización de Arquitectura).
Hacia 1988, la FAPyD se traslada a su actual sede, ubicada en el mismo predio universitario, en calle Riobamba 220 bis.